# Heinrich von Burgund

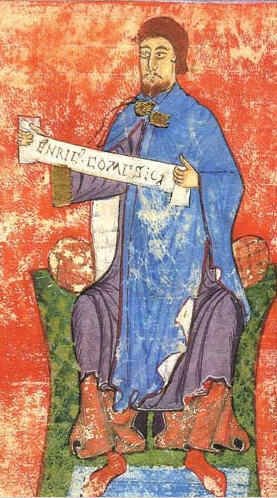
Heinrich von Burgund, Graf von Portugal

Heinrich von Burgund (portugiesisch Dom Henrique de Borgonha oder, wie in Portugal meist üblich, Conde Dom Henrique, * 1069 in Dijon, Herzogtum Burgund; † 1. November 1112 in Astorga, Königreich León) war von 1093 bis zu seinem Tod erster Graf von Portugal (historisch Portucale/Portucalia) und Stammvater des Hauses Burgund, des ersten portugiesischen Königshauses.

## Leben
Heinrich wurde im französischen Dijon, der Residenzstadt Burgunds, als jüngster Sohn Heinrichs von Burgund (1035–1074) und damit Enkel des amtierenden Herzogs von Burgund Robert I. (1011–1076) geboren und war somit Abkömmling des französischen Königshauses der Kapetinger. Als jüngster Sohn hatte er kaum Aussichten auf den Herzogsthron. Er wurde daher zum Ritter und kam so an den Hof König Alfons’ VI. von Kastilien. Dorthin bestanden bereits familiäre Verbindungen, denn Alfons VI. war mit einer Tante Heinrichs, der Konstanze von Burgund, verheiratet. Um 1093 heiratete er Theresia von León, die uneheliche Lieblingstochter Alfons’ VI. Als Mitgift erhielt er 1096 oder 1097 die wiedererrichtete Grafschaft Portucale bzw. Portucalia zuzüglich der Gebiete Nordportugals, die Alfons vor Kurzem von den Mauren erobert hatte, als erbliches Lehen im Rahmen der Reconquista. Heinrich nahm den Titel eines Grafen von Portucale/Portugal an. Er ließ das seit 1091 vakante Erzbistum Braga 1096 mit Geraldo de Moissac als Erzbischof besetzen. Als Alfons 1109 starb, nutzte Heinrich die Gelegenheit, die Grafschaft Portucale bzw. Portucalia zunehmend aus der Lehnsabhängigkeit Kastiliens zu lösen. Er leistete damit entscheidende Vorarbeit, dass sein Sohn und Nachfolger Alfons I. schließlich 1139 die Unabhängigkeit Portugals von Kastilien erklären und sich selbst zum ersten König von Portugal ausrufen konnte.

## Familie
Seine Brüder waren Hugo I. und Odo I. von Burgund, sein Großonkel der Heilige Hugo von Cluny. Sein Cousin war Raimund von Burgund.
Mit Theresia von León hatte er folgende Kinder:
- Afonso Henriques (* 1094; † 1108)
- Urraca Henriques (* 1095), sie heiratete 1120 Bermudo Peres de Trava
- Sancha Henriques (* 1097; † 1163), sie heiratete in erster Ehe Sancho Nunes de Celanova und in zweiter Ehe (ca. 1147) Ferdinand Mendes, Herr von Braganza
- Theresa Henriques (* 1098)
- Heinrich (Henrique) (* 1106; † 1110)
- Alfons I. bzw. Alfonso Henriques (* 25. Juni 1109; † 6. Dezember 1185)